# Técnica de redacción periodística
La técnica de redacción periodística es la disciplina y normativa que establece las técnicas para la expresión verbal y para escribir, en los órganos de prensa y en otras líneas periodísticas. En general, la redacción periodística debe respetar un estilo de prosa corta, muy de uso en materia periodística y boletines informativos, así como en medios de comunicación tales como diarios, revistas, radio, y televisión.
Esta técnica fundamentalmente se refiere a la estructura de frases que se recomienda así como al vocabulario utilizado, pero también se expide respecto del orden de presentación de las informaciones, así como respecto del tono del discurso, y respecto de los intereses de lectores y oyentes. Esta estructura es llamada de pirámide invertida. Entre los mejores y más respetados comunicadores, franqueza y equilibrio son factores fundamentales en la presentación verbal o escrita de los asuntos. Las políticas editoriales particulares determinan o no el uso de adjetivos, eufemismos, y jergas populares, según sea la población a la que se pretende dirigir y atender. Periódicos con público lector internacional, por ejemplo, generalmente utilizan un estilo de redacción más formal.
Específicamente, la redacción periodística debe ser inteligible para la mayor parte de lectores y oyentes potenciales, así como concisa y motivadora. Dentro de estos límites, los asuntos abordados en general deben ser comprensibles para una mayoría, y satisfacer la curiosidad y el interés de los destinatarios. Los periodistas deben anticiparse a las dudas e inquietudes de los destinatarios, y responderlas adecuadamente.

## Lenguaje
La prosa periodística debe ser explícita y precisa, además de intentar no basarse en jergas de profesionales o de comunidades específicas. Además, debe evitarse de usar términos poco comunes, cuando existen palabras coloquiales equivalentes. En líneas generales, la construcción gramatical que preferentemente debe usarse es : sujeto-verbo-predicado.
En el periodismo popular o literario, es común incluir ejemplos, metáforas, y anécdotas, y no insistir demasiado en ideas abstractas y generalizaciones. Los redactores generalmente evitan repetir la misma palabra en frases seguidas o dentro de una misma frase, y ello es acertado para lograr una buena redacción. Pero lo más importante, es usar términos "neutros" o "imparciales", en la medida de lo posible, para no inducir juicios de valor en el destinatario. Está muy bien que el lector o que el oyente se forme su propia opinión sobre lo que lee o escucha, pero es preferible que ello se haga sin presiones, sin sesgos, sino desarrollando el propio pensamiento y los propios valores del destinatario, sobre la base de los acontecimientos que va conociendo por intermedio de las informaciones que se le transmiten. El uso de términos peyorativos o de elogios, en líneas generales es visto como una falta de objetividad en el emisor.

## Estructura de la noticia y pirámide invertida
Profesores y especialistas de redacción, acostumbran describir la organización o estructura de una noticia, como una "pirámide invertida": el lado más largo de la misma (la base) se presenta en la zona superior, pues las informaciones más importantes y relevantes siempre deben destacarse primero, en el inicio del texto o del discurso. Esencialmente, los periodistas deben ubicar en la apertura, los elementos más relevantes e interesantes de los hechos que se presentan. Los detalles y las aclaraciones, o sea las demás informaciones, deben seguir en orden descendente de importancia.
El elemento estructural más importante de una determinada materia, es su lide o cabezal o entradilla o intro o lead (una grafía esta última muy usada en inglés para evitar confusión con leading –un concepto usado en tipografía–). El lide o lead es la primera frase — o, en casos especiales, las dos primeras frases — del escrito o discurso. La idea de anticipar la información se aplica especialmente al lide, más la ilegibilidad de frases largas acorta el tamaño del lide. Por eso, redactar un lide es, técnicamente, un problema de optimización, en donde el objetivo es presentar el dato más innovador e interesante en una única frase. Es común afirmar que la mayoría de los lectores lee apenar el lide de cada materia.